# Starless and Bible Black
Starless And Bible Black är ett musikalbum som släpptes 1974 av den progressiva rockgruppen King Crimson.

## Låtlista
1. The Great Deceiver - 4.02
2. Lament - 4.05
3. We'll Let You Know - 03.41
4. The Night Watch - 04.40
5. Trio - 05.39
6. The Mincer - 04.10
7. Starless And Bible Black - 09.11
8. Fracture - 11.13

## Medverkande
- Robert Fripp - Gitarr och mellotron
- John Wetton - Bas och sång
- Bill Bruford - Trummor
- David Cross - Fiol och övriga stråkinstrument